# Svorotva
Svorotva (ryska: Своротва) är ett vattendrag i Belarus. Det ligger i den västra delen av landet, 140 km sydväst om huvudstaden Minsk.
Omgivningarna runt Svorotva är en mosaik av jordbruksmark och naturlig växtlighet. Runt Svorotva är det ganska tätbefolkat, med 96 invånare per kvadratkilometer.